# Юго-восточный университет штата Миссури
Юго-восточный университет штата Миссури (англ. Southeast Missouri State University, сокр. SEMO или Southeast) — американский государственный университет в Кейп-Джирардо, штат Миссури.
Университет аккредитован Высшей учебной комиссией.

## История
Университет был основан в 1873 году, когда группа видных местных бизнесменов и политиков успешно лоббировала штат Миссури, чтобы назначить Кейп-Жирардо местом для Third District Normal School. Первоначально, до апреля 1875 года, обучение велось в соседней Lorimier School, когда было построено первое собственное учебное здание.
За свою историю учебное заведение имело пять названий:
- 1873—1881 − Юго-восточная нормальная школа штата Миссури (Southeast Missouri State Normal School)
- 1881—1919 − Нормальная школа Третьего округа штата Миссури (Missouri State Normal School—Third District)
- 1919—1946 − Юго-восточный педагогический колледж штата Миссури (Southeast Missouri State Teachers College)
- 1946—1973 − Юго-восточный колледж штата Миссури (Southeast Missouri State College)
- С 1973 − Юго-восточный университет штата Миссури

Первое здание Нормальной школы сгорело 8 апреля 1902 года; вместо него был построен в 1906 году большой Academic Hall — знаменитое здание с куполом. Оно было спроектировано Джеромом Леггом, который также был автором комплекса St. Louis Exposition and Music Hall на Всемирной выставке 1904 года в Сент-Луисе. В Academic Hall сохранились светильники из того выставочного комплекса; само здание расположено в центре университетского кампуса и является административным корпусом, в котором имеется небольшое количество учебных аудиторий.
В 1950-х годах в Юго-восточном колледже обучалось около 1600 студентов. Набор неуклонно увеличивался и достиг более чем 7000 студентов в 1970-х годах. В связи с расширением учебной программы и количества студентов в 1973 году колледж стал университетом. Одновременно с ростом числа обучающихся, расширялся и студенческий кампус: в 1956 году на его территории было десять зданий, к 1975 году их число увеличилось до двадцати двух.
В 1998 году университет приобрел бывшую семинарию Святого Винсента (St. Vincent’s Seminary) на реке Миссисипи. Она была реконструировано и стала речным кампусом, который открылся осенью 2007 года.

## Деятельность
Западный университет штата Миссури, в котором обучается около 12 000 студентов, предлагает более 175 программ бакалавриата и 75 программ магистратуры. В состав университета входят пять академических единиц:
- Holland College of Arts and Media
- Harrison College of Business and Computing
- College of Education, Health, and Human Studies
- College of Humanities and Social Sciences
- College of Science, Technology, Engineering, and Mathematics

### Президенты
| - 1873—1876 − Lucius H. Cheney - 1876—1877 − Alfred Kirk - 1877—1881 − Charles Henry Dutcher - 1881—1893 − Richard Chapman Norton - 1893—1897 − Willard Duncan Vandiver - 1897—1899 − John Sephus McGhee - 1899—1921 − Washington Strother Dearmont - 1921—1933 − Joseph Archibald Serena - 1933—1956 − Walter Winfield Parker | - 1956—1975 − Mark F. Scully - 1975—1979 − Robert E. Leestamper - 1979—1989 − Bill W. Stacy - 1989—1990 − Robert W. Foster - 1990—1995 − Kala Stroup - 1995—1996 − Bill Atchley - 1996—1999 − Dale F. Nitzschke - 1999—2015 − Kenneth W. Dobbins - С 2015 − Carlos Vargas-Aburto |

### Выпускники
В числе известных выпускников Юго-восточного университета штата Миссури: член Палаты представителей США Эдвард Хейс, спикер Палаты представителей штата Миссури Стивен Тилли, автор комиксов Рой Томас, генерал-лейтенант Клайд Вон, классический певец Нил Бойд и другие.
- См. Выпускники Юго-Восточного университета штата Миссури